# Without You I'm Nothing (album)
Without You I'm Nothing este cel de-al doilea album al trupei de rock alternativ Placebo, scos în anul 1998, la mai bine de doi ani față de primul album. Cu titlul de „lucru” Placebo II, albumul a izbutit să atingă poziția 7 atât în Marea Britanie (unde a fost mai slab cotat decât precedentul album, Placebo, care se clasase pe 5), cât și în Franța (o îmbunătățire simțitoare față de poziția 50 pe care se clasase albumul anterior).

## Lista melodiilor
1. „Pure Morning” – 4:14
2. „Brick Shithouse” – 3:18
3. „You Don't Care About Us” – 3:58
4. „Ask For Answers” – 5:19
5. „Without You I'm Nothing” – 4:08
6. „Allergic (To Thoughts of Mother Earth)” – 3:49
7. „The Crawl” – 2:59
8. „Every You Every Me” – 3:33
9. „My Sweet Prince” – 5:45
10. „Summer's Gone” – 3:05
11. „Scared of Girls” – 2:58
12. „Burger Queen” – 22:39
  - Conține melodia ascunsă „Evil Dildo” la 14:46.

## Concept, creație și teme lirice
„Pure Morning”, prima piesă, este complet diferită de restul albumului - deși melancolică, nu face aluzie la relații sentimentale destrămate, ci doar la prietenie și la singurătate, Brian Molko descriind-o drept „o celebrare a prieteniei cu femeile”. Piesa ar fi trebuit să fie un B-side, Placebo înregistrând-o după ce au terminat piesele pentru albumul propriu-zis, însă casa de discuri s-a opus și a cerut ca piesa să devină primul single. Astfel se explică diferențele mari din punct de vedere liric față de restul albumului.
Celelalte melodii sunt inspirate în parte din experiența lui Molko, dar și de fapte diverse, precum „Brick Shithouse”, care se referă la un fapt divers petrecut în Anglia: o femeie fusese ucisă și îngropată în grădina casei de către amantul soțului ei. Versurile piesei fac referire la spiritul moartei care revine pentru a-și privi soțul făcând dragoste cu cel care o ucisese. După această piesă brutală, urmează „You Don't Care About Us”, melodie înviorătoare ca instrumental, însă deprimantă din punct de vedere liric, inspirată dintr-o veche relație a lui Brian Molko. Artistul a compus acest cântec din punctul de vedere al fostului său partener, iar versurile au un ton destul de acuzator, folosind metafore ce desemnează persoana ce își imaginează sfârșitul unei relații chiar de când aceasta începe.
„Ask For Answers” prezintă imaginea unui individ îndrăgostit de persoana de lângă el, care însă nu îi acordă atenția pe care și-o dorește și care îl face să se simtă inferior. În continuare, „Without You I'm Nothing” explorează destrămarea lentă, dar sigură, a unei relații, sentimentele de vinovăție și dezgust intrând în opoziție cu nevoia de cealaltă persoană. Brian Molko a declarat că găsește ironic faptul că această piesă și „My Sweet Prince” sunt percepute drept cântece de dragoste.
Următoarea piesă, „Allergic (To Thoughts of Mother Earth)”, reprezintă, conform lui Brian Molko, o reacție la adresa creștinilor convinși că răsplata lor se află în ceruri, și care ignoră total lumea ce-i înconjoară. A șaptea piesă, „The Crawl”, exprimă un amestec de tristețe adusă de conștiința faptului că relația este imposibil de reparat și de iritare până la punctul în care devine ură. Molko a specificat că ideea din spatele versului Your smile will make me sneeze (traducere: Zâmbetul tău mă face să strănut) este „să urăști pe cineva atât de mult încât să ajungi să devii alergic la el”.
„Every You Every Me” are drept protagonist un individ ce se folosește cu cruzime de partener, privindu-l ca pe un simplu obiect sexual. Piesa a apărut pe coloana sonoră a filmului Cruel Intentions, lansat în anul 1999. „Cred că [acest cântec] este despre mulți oameni. Probabil despre oricine a avut neplăcerea de a se culca cu mine”, declara Molko într-un interviu din 1998. „My Sweet Prince” este o melodie cu dublu înțeles, care explorează dependența, atât de o substanță, cât și de o persoană, și care se inspiră dintr-un fapt real din viața solistului. Este primul cântec în versurile căruia Brian Molko face aluzie la heroină, pe care recunoaște că a încercat-o, după ce anterior negase.
Următorul cântec, „Summer's Gone”, vorbește despre încercările disperate de a-ți îndeplini visurile, având în același timp conștiința posibilului eșec. „Scared of Girls” explorează tipologia bărbatului așa-zis „macho”, care găsește plăcere în a se culca cu cât mai multe femei. „Este un cântec care exprimă dezgustul de sine, ideea că ți-este rușine de ceea ce ești”, declara Molko pentru revista NME în anul 1998., detaliind cu altă ocazie pentru Les Inrockuptibles: „Voiam să știu dacă bărbații care se comportă precum târfele o fac din cauză că iubesc femeile sau, din contră, din cauză că le urăsc”. „Burger Queen” reprezintă o reminiscență din adolescența lui Brian Molko, sentimentul „de a fi în locul nepotrivit la momentul nepotrivit”, după cum accentua însuși artistul, descriind cântecul drept unul dintre cele mai frumoase și mai triste cântece compuse de Placebo până în momentul respectiv.
Albumul se încheie cu melodia ascunsă „Evil Dildo”, o piesă care constă dintr-un instrumental în care sunt inserate fragmente din ceea ce Molko a luat atunci drept fiind un mesaj de amenințare, dar care era în realitate transpunerea unui dialog de la sfârșitul cântecului lui Aphex Twin, „Funny Little Man”, de pe EP-ul Come to Daddy.

## Recenzii
All Music a oferit albumului 4 stele din 5, caracterizându-l ca fiind influențat din plin de muzica glam rock și punk a anilor '70, în opoziție cu Placebo, care era descris drept având elemente din muzica rock alternativ a anilor '90 (în special Smashing Pumpkins). „Deja un succes în Marea Britanie, albumul merită să spargă tiparele oriunde în lume.”, mai specifica site-ul. The Guardian scria următoarele: „Este antiteza primului album, până și la nivelul vocii lui Molko - heliumul s-a evaporat, lăsându-l eliberat și epuizat (o îmbunătățire vizibilă). Prin urmare, tonurile stridente caracteristice piesei „Nancy Boy” apar arareori, lăsând loc sunetului vocii unei persoane mai triste, mai înțelepte, care se trezește cu mahmureala unei vieți întregi.”
Adrian Bromley de la JAM! Music specifica „Expus și disponibil spre ascultare întregii lumi, cel de-al doilea album al formației este o colecție de piese rock melodioase cu tentă post-punk și influențe din David Bowie, care arată talentul de care dă dovadă Molko în a pune degetul direct pe rană.”
Albumul era lăudat și de Guitar Magazine, care observa: „Without You I'm Nothing, albumul lansat pe 8 octombrie, nu reprezintă chiar o opoziție completă față de ce a fost până acum; tentele punk de pe hiturile mai vechi ale trupei - 'Nancy Boy', 'Teenage Angst' și 'Bruise Pristine' revin pe 'Brick Shithouse' și 'Scared of Girls'.  Dar pe 'You Don't Care About Us', cei trei au accentuat tonurile pop, în timp ce piesa lentă care dă titlul albumului etalează un control mai elevat al chitărilor. Sincer, acest material face ca albumul lor de debut lansat în 1996 să pară puțin naiv, și promite să devină extrem de popular.”
O reacție cu totul opusă a venit din partea Pitchfork Media, care a notat albumul cu 5.1. Într-o recenzie extrem de ironică, Michael Sandlin lua în derâdere lirica și instrumentalele albumului, caracterizând majoritatea cântecelor ca fiind slabe din punct de vedere calitativ, și plictisitoare, în special piesele „Pure Morning” și „Burger Queen”. Sandlin avea totuși cuvinte de laudă pentru cântecele „Brick Shithouse”, „You Don't Care About Us” și „Ask For Answers”.

## Poziții în topuri
- 7 - Marea Britanie
- 7 - Franța
- 14 - Australia
- 43 - Austria
- 55 - Germania
- 95 - Elveția

## Brian Molko despre piese
În concerte, Brian obișnuia adesea să-și introducă piesele într-un anumit fel. Iată câteva exemple:
- „Pure Morning”
  - „This is a very famous song, this is a very stupid song! This song's talking about friends.” („Acesta este un cântec foarte faimos, acesta este un cântec foarte stupid! În acest cântec este vorba despre prieteni.”)
- „Brick Shithouse”
  - „I want to dedicate this song to Marilyn Manson because he gives the best blowjob I ever had.” („Vreau să îi dedic acest cântec lui Marilyn Manson, pentru că face cel mai bun sex oral de care am avut parte.”)
- „Allergic (To Thoughts of Mother Earth)”
  - „When you're on tour you start missing the strangest things. You start to miss your mom, but then you also begin to sneeze and then you realize that you're simply allergic to thoughts of mom.” („Când ești în turneu începi să duci lipsa celor mai stranii chestii. Începi să îi duci lipsa mamei tale, dar apoi începi să strănuți, și ulterior realizezi că ești alergic la gândurile despre mamă.”)
- „Burger Queen”
  - „I lived in Luxembourg for a couple of years. Take my word for it, don't go to Luxembourg, just drive through... This song is about being in the wrong place at the wrong time.” („Am trăit în Luxemburg câțiva ani. Credeți-mă pe cuvânt, nu mergeți în Luxemburg, pur și simplu treceți fără să vă opriți... Cântecul acesta este despre cum e să fii în locul nepotrivit la timpul nepotrivit.”)